# Leonel Ríos
Leonel Ríos (Buenos Aires, 17 novembre 1982) è un ex calciatore argentino, di ruolo centrocampista.

## Carriera
Inizia la sua carriera nel 2001 in patria nell'Independiente. Nella stagione 2004-2005 passa all'Almería (seconda divisione spagnola). La stagione successiva torna in Argentina all'Arsenal Sarandí (prima divisione argentina), dove disputa 21 gare segnando una rete.
Nell'estate del 2006 passa al Genoa, che lo gira in prestito alla Reggina in Serie A, dove fa 7 presenze sino al gennaio 2007, quando va al Rosario Central, per poi passare al Vélez Sarsfield.
Nell'estate del 2008 torna all'Independiente. Dopo una stagione si trasferisce in Grecia all'Asteras Tripolīs, squadra della città di Tripoli militante in Super League.